# Lilium bulbiferum
Espèce
Lilium bulbiferum est une espèce de lis indigènes des montagnes d’Europe centrale et méridionale. 

## Liste des variétés
Lilium bulbiferum se présente sous deux variétés :
- Lilium bulbiferum L. var. croceum (Chaix) Baker, le « Lis orangé » à fleurs orangées, est indigène du massif du Jura, des Alpes occidentales, du versant espagnol des Pyrénées, des Apennins et de Corse.
  - Dans les Alpes maritimes on rencontre des exemplaires nains, qui ont été rattachés à la variété chaixii (Elwes) Stoker, et dans le sud de l'Italie des exemplaires robustes, qui ont été rattachés à la variété giganteum N. Terracc. La plupart des botanistes considèrent actuellement que ces taxons sont des formes extrêmes de la variété croceum sans valeur taxonomique.
  - Le lis orangé était jadis naturalisé dans les champs de seigle du nord des Pays-Bas et de l'Allemagne.
- Lilium bulbiferum L. var. bulbiferum, le « Lis bulbifère » à fleurs rouge feu et pourvu de bulbilles parmi les feuilles supérieures, est indigène des montagnes de l'Est de l'Allemagne et de République tchèque, des Alpes orientales, des Carpates occidentales et des Balkans.

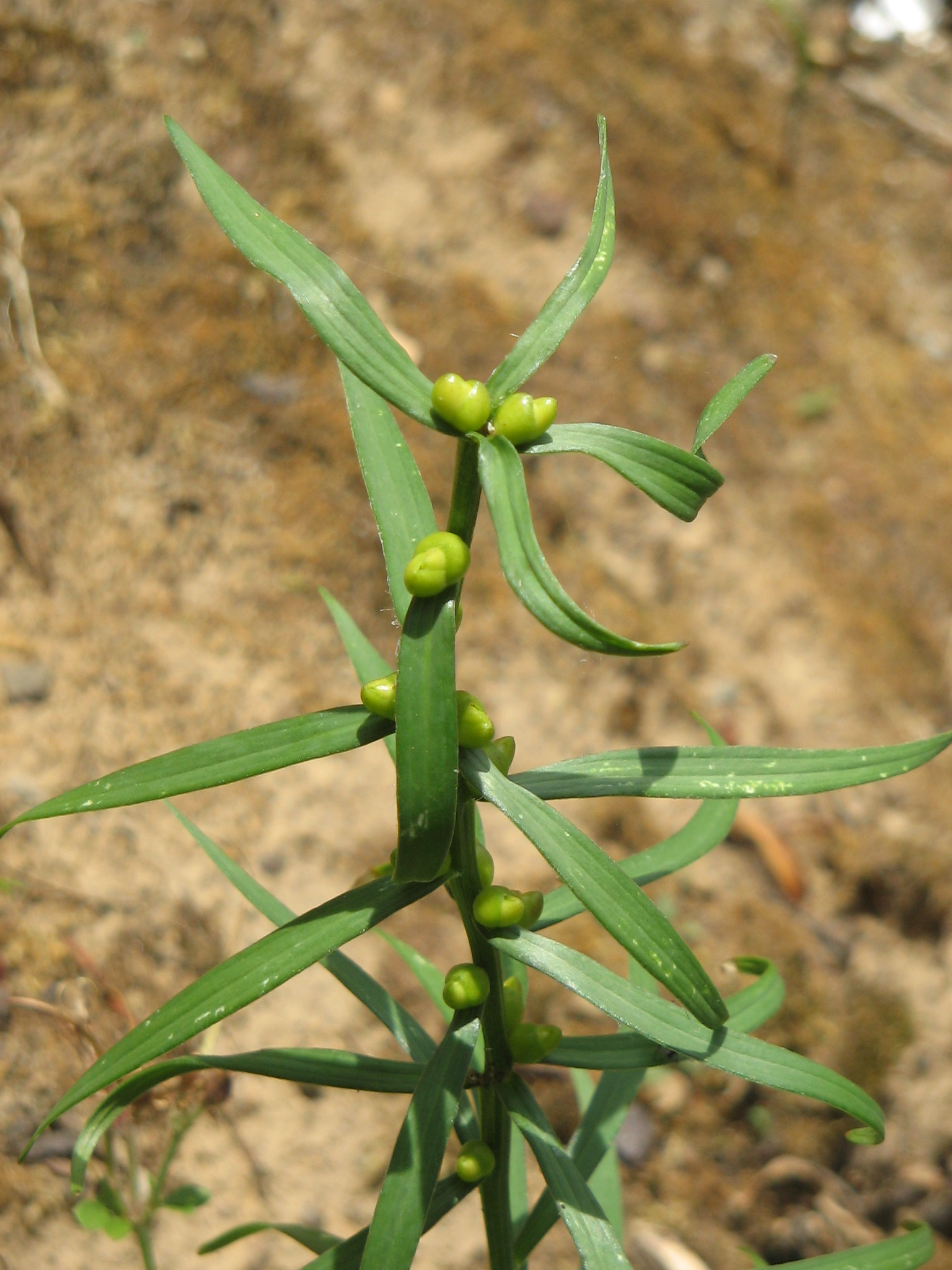
Jeune exemplaire de la variété bulbiferum.
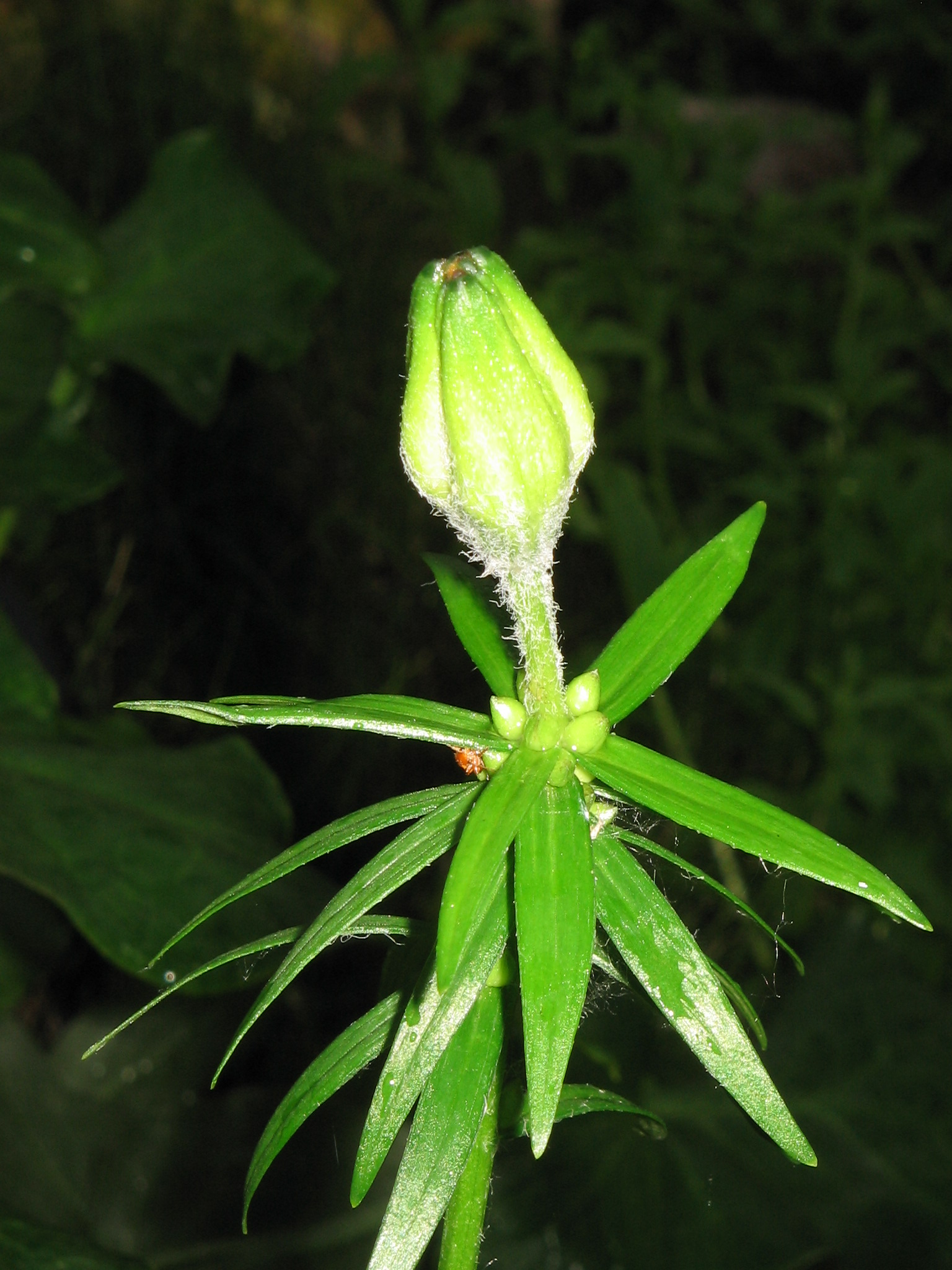
Bouton floral et bulbilles de la variété bulbiferum.
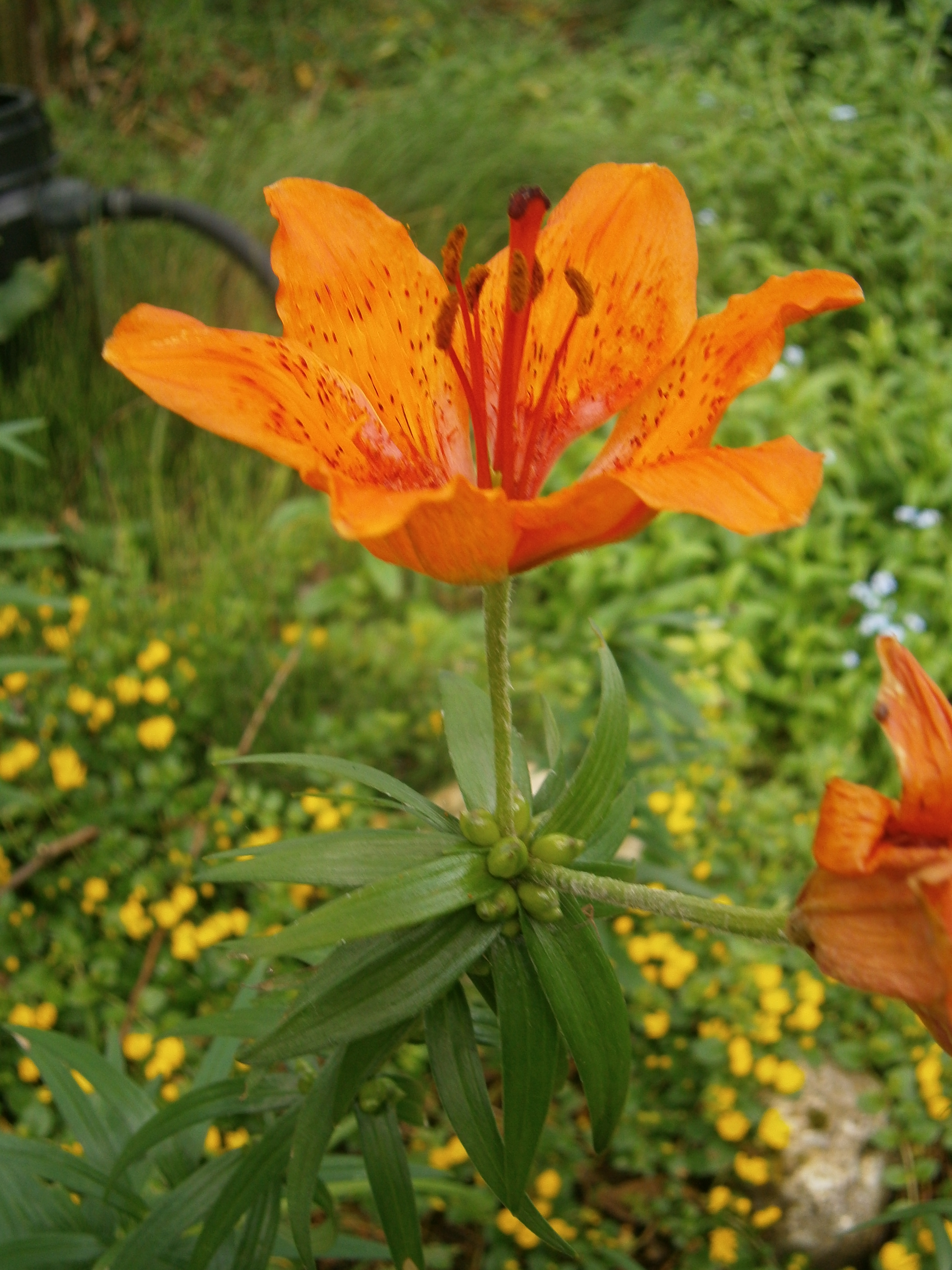
Fleur et bulbilles de la variété bulbiferum.
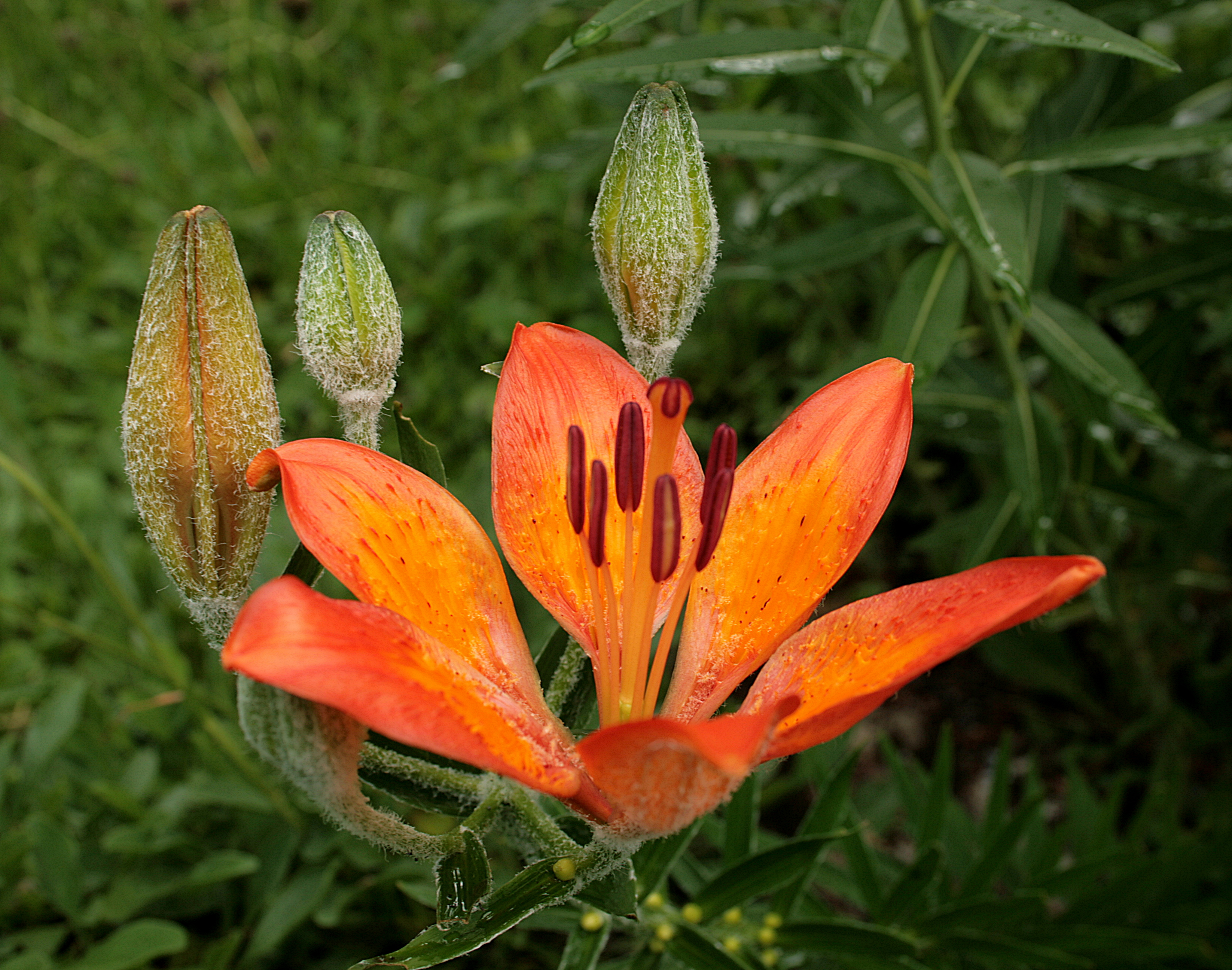
Lilium bulbiferum au Jardin botanique alpin La Jaÿsinia à Samoëns (Haute-Savoie).

## Lilium bulbiferumet l'Homme

### Culture
Lilium bulbiferum est de culture facile en sol normal à exposition ensoleillée. La variété bulbiferum se dissémine facilement via ses bulbilles.
Lilium bulbiferum est un des parents de l’hybride suranné Lilium ×hollandicum.

### Usages médicinaux
Selon une étude ethnobotanique et du patois local, faite par Françoise et Grégoire Nicollier à Bagnes (Suisse) et publiée en 1984, les feuilles de Lilium bulbiferum étaient utilisées, appliquées sur la peau pour traiter les infections. Cuites avec du pain blanc et du lait, elle produisait aussi une pâte que l'on pouvait appliquer sur les abcès.

## Dénominations
Ce taxon porte en français les noms vernaculaires ou normalisés suivants : 
- Lis à bulbilles[2],[3] ;
- Lis bulbifère[2] ;
- Lis éclatant[3] ;
- Lis faux safran[4] ;
- Lis orangé à bulbilles[2],[3] ;
- Lis orangé[3] ;
- Lis safrané[2],[4].

## Systématique
Le nom correct complet (avec auteur) de ce taxon est Lilium bulbiferum L..
Lilium bulbiferum a pour synonymes :
- Lilium atrosanguineum E.Vilm.
- Lilium atrosanguineum H.Vilm.
- Lilium aurantiacum Weston
- Lilium biligulatum Baker
- Lilium bulbiferum subsp. croceum (Chaix) Arcang.
- Lilium bulbiferum subsp. croceum (Chaix) Baker
- Lilium bulbiferum subsp. croceum (Chaix) Nyman
- Lilium bulbiferum var. atrosanguineum (H.Vilm.) G.F.Wilson
- Lilium bulbiferum var. aurantiacum Regel
- Lilium bulbiferum var. brevifolium G.F.Wilson
- Lilium bulbiferum var. chaixii (Elwes) Stoker
- Lilium bulbiferum var. croceum (Chaix) Baker
- Lilium bulbiferum var. croceum (Chaix) Oudem.
- Lilium bulbiferum var. croceum (Chaix) P.Fourn., 1935
- Lilium bulbiferum var. croceum (Chaix) Pers.
- Lilium bulbiferum var. fulgens G.F.Wilson
- Lilium bulbiferum var. giganteum N.Terracc.
- Lilium bulbiferum var. maius Gaudin
- Lilium bulbiferum var. minus Gaudin
- Lilium bulbiferum var. sanguineum (Lindl.) G.F.Wilson
- Lilium bulbiferum DC., 1805
- Lilium chaixii Elwes
- Lilium croceum var. bulbiferum (L.) P.Fourn.
- Lilium croceum var. chaixii Elwes
- Lilium croceum Chaix
- Lilium elatum Salisb.
- Lilium fulgens W.H.Baxter
- Lilium fulgens É.Morren
- Lilium fulgens É.Morren ex Spae
- Lilium haematochroum Lem.
- Lilium humile Mill.
- Lilium lateritium Baker
- Lilium latifolium Link
- Lilium luteum Gaterau
- Lilium pictum Baker
- Lilium pubescens Bernh.
- Lilium pubescens Bernh. ex Hornem.
- Lilium sanguineum Lindl.
- Lilium scabrum Moench
- Lilium sibiricum Willd.